# Aleksander Heiman-Jarecki
Aleksander Heiman-Jarecki (ur. 11 września 1886 w Łodzi, zm. 14 stycznia 1966 w Sydney) – polski przemysłowiec pochodzenia żydowskiego, działacz społeczny, polityk, senator w II RP.

## Życiorys
Ukończył łódzką szkołę handlową i Manchester School of Technology. W 1920 roku służył w Wojsku Polskim.
Od 1919 roku był kierownikiem, a od roku 1933 prezesem Spółki Akcyjnej Wyrobów Bawełnianych „Wola” w Warszawie. W 1934 roku został wybrany na prezesa Związku Przemysłu Włókienniczego w Polsce. Był działaczem Polskiej Macierzy Szkolnej w Gdańsku i fundatorem kilku budynków szkolnych i bibliotecznych (np. Biblioteki Miejskiej im. J. Piłsudskiego w Łodzi), oraz parków, np. Parku im. Jana Matejki w Łodzi (jego ojciec, Edward Heiman-Jarecki ufundował Gimnazjum Polskie w Łodzi).
Był politycznie związany z BBWR. W 1935 roku został senatorem IV kadencji (1935–1938) z województwa łódzkiego. W senacie pracował w komisjach: budżetowej (w której był referentem), gospodarczej (1937–38), komunikacji, prawniczej (1935–36) i społecznej (1937–38, w której również był referentem). W lipcu 1936 wicepremier Eugeniusz Kwiatkowski poinformował, że senator Heiman-Jarecki nie ujawnił dochodu w sumie 199 tys. zł., od którego przypadał podatek w wysokości 42 tys. zł, zaś włącznie z karą z tego tytułu był zobowiązany do uiszczenia kwoty 282 tys. zł.

## Życie prywatne
Urodził się w rodzinie żydowskiej, był synem Edwarda i Heleny z domu Szyffer. Był trzykrotnie żonaty: w 1910 roku ożenił się z Antonią Reuff. Po jej śmierci w 1926 roku, ożenił się 9 lipca 1933 roku z Bronisławą Kojałłowicz, aresztowaną w 1943 roku we Francji i zamordowaną w Auschwitz. W 1947 roku ożenił się z Antoniną Zgórską.
Przed II wojną światową mieszkał w Łodzi. Po wybuchu wojny wyjechał do Francji, a po wojnie osiadł w Australii.
Jego siostrzenicą (córką Heleny Heiman) była Janina Konarska, żona Antoniego Słonimskiego.